# Steinmetzbruderschaft

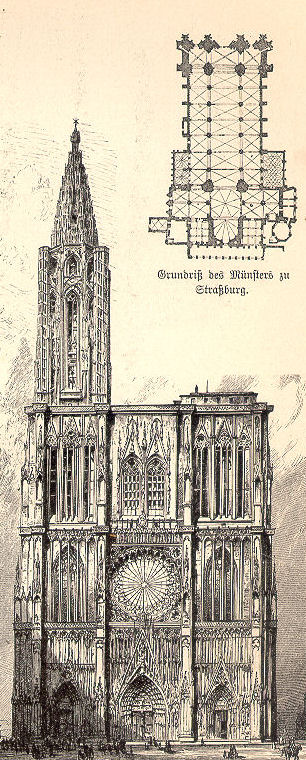
Straßburger Münster (Darstellung von 1891)

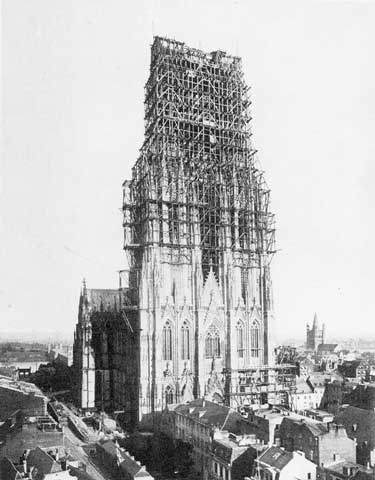
Kölner Dom (kurz vor Fertigstellung 1880)

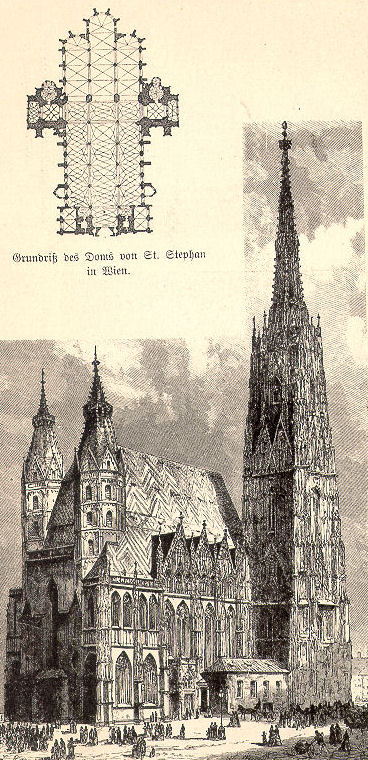
Wiener Stephansdom (Darstellung von 1891)

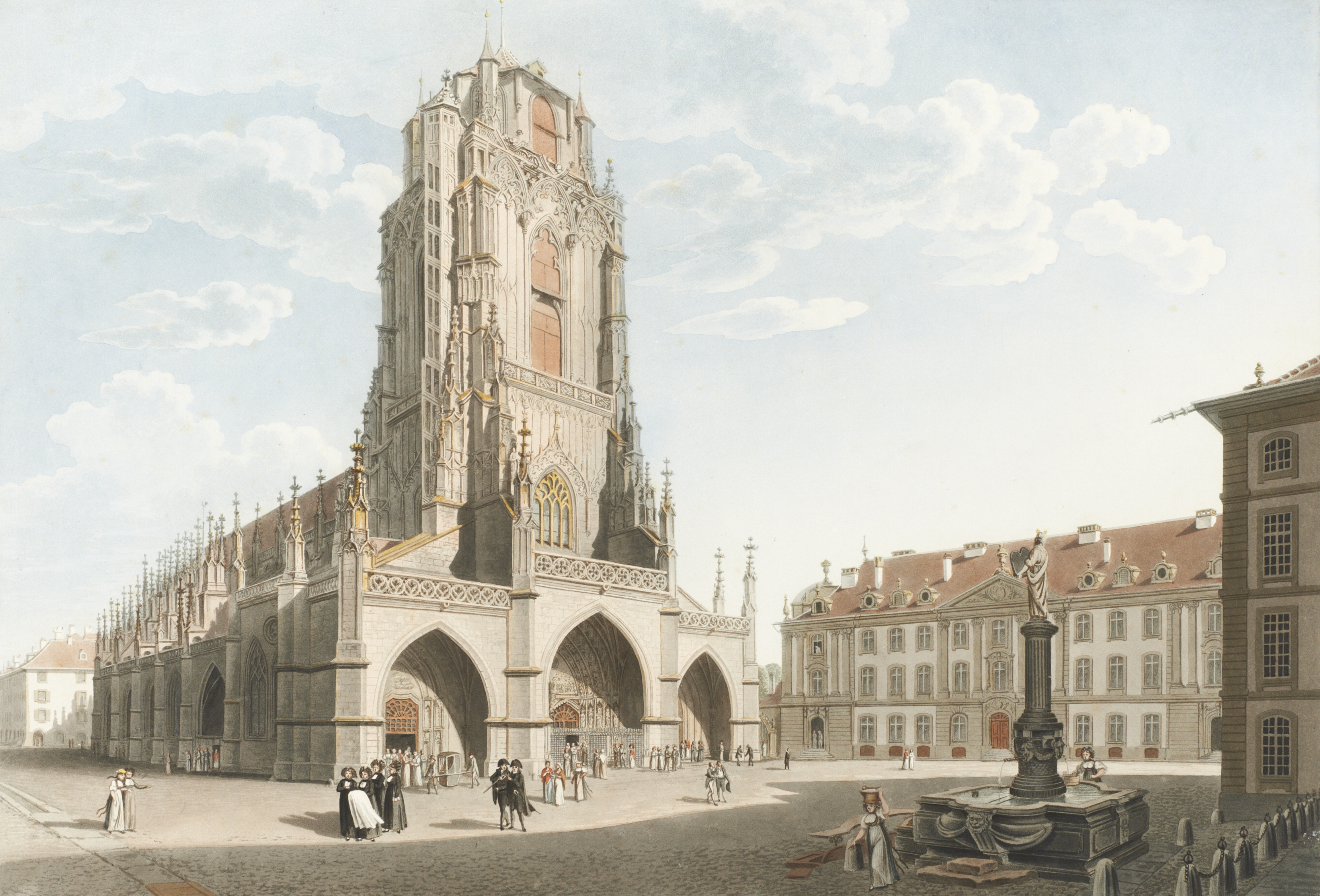
Berner Münster (um 1800)

Eine Steinmetzbruderschaft war eine Ordnung für die meist kirchlichen Großbaustellen, auf denen Steinmetze arbeiteten.

„Gegenüber den in Zünften organisierten städtischen Handwerkern waren die Steinmetzen, die in den Hütten der Kirchen beschäftigt waren, benachteiligt, da sie zumeist nicht am Ort seßhaft und zum Herumziehen gezwungen waren, wenn die Hütte bei Bauabschluß aufgelöst oder bei Geldmangel reduziert wurde. So schufen sich die an Kirchen beschäftigten Steinmetzen um die Mitte des 15. Jhs. eine überregionale Ordnung.“

Diese überregionale Organisation wurde in Speyer und Straßburg besprochen und am 25. April 1459 in Regensburg von 19 Meistern und 21 Gesellen beschlossen. Auf der Regensburger Tagung waren bedeutende Baumeister zugegen: Hans Böblinger aus Esslingen, Vincenz Ensinger aus Konstanz, Stephan Hurder aus Bern, Peter Knebel aus Bern und Jost Dotzinger aus Straßburg. Bei der Hüttenordnung handelte es sich um eine Satzung, die sich die anwesenden Tagungsteilnehmer selbst gaben, und keineswegs um einen Ersatz für eine Zunft- bzw. Gildeordnung. Es war eine Rechtssetzung durch die Steinmetzen, für die dennoch gelegentlich um obrigkeitliche Anerkennung nachgesucht wurde, wovon der durch den deutschen König und späteren Kaiser Maximilian I. beglaubigte Schutzbrief von 1498 für das Straßburger Gebiet zeugt. 
Die Steinmetzbruderschaft ist zu unterscheiden von der Hütte, den Gilden bzw. Zünften. Die Hütte ist die vor Ort tätige Organisation der am Dombau beteiligten Steinmetzen, die Gilde ist meist ein Zusammenschluss von Kaufleuten und die Zünfte sind eine ständische Organisation der Handwerksmeister.
Günther Binding weist insbesondere auf den Unterschied zwischen den Begriffen Hütte und Bauhütte sowie Steinmetzbruderschaft hin, denn in der zeitgenössischen Literatur wird der Begriff Bauhütte nicht verwendet. Die Hütte ist die Organisation vor Ort, die mit allen Bauaufgaben befasst ist. Die Bezeichnung Hütte ist nicht abwertend, der Begriff ist keineswegs mit Werkstätten zu vergleichen. Die Hütte umfasste neben Holz- bzw. Steingebäuden weitere Baulichkeiten für Küche sowie Schlafstätten nebst erforderlichem Inventar. Man könnte die Hütte mit den heutigen Bauhöfen vergleichen, mit Verpflegung und Unterkunft.
Mitglieder der Hütte konnten nur freie Steinmetze werden, die an den großen Kirchenbaustellen arbeiteten, eine untadelige Lebensführung und eine anerkannte handwerkliche Ausbildung vorzuweisen hatten.
Die Straßburger Ordnung von 1459 war eine Steinmetzordnung, die für alle Teilbruderschaften des gesamten damaligen deutschen Reiches gültig war. An die Haupthütten mussten die zuständigen Nebenhütten ein Zehntel ihrer Einnahmen, das sog. Büchsengeld, abführen. Das waren Gelder, die die Mitglieder der Steinmetzbruderschaft beim Eintritt in die Hütte und als Wochengeld zu zahlen hatten. Die Büchsengelder waren in der Höhe nach Meister und Geselle gestaffelt.
Die Haupthütte in Straßburg überwachte als oberste Gerichtsbarkeit die Einhaltung der Ordnung, die den personellen Aufbau einer Hütte und die Ausbildung des Nachwuchses regelte, sich mit Arbeits- und Lohnfragen, dem Gesellen- und Meisterrecht sowie dem Streikverbot auseinandersetzte. Bei Streitigkeiten der Hütten untereinander war die Straßburger Hütte die letzte Instanz. Man versuchte, das Leben der Steinmetzen bis ins privateste Detail zu regeln, wobei sich eine religiöse und karitative Grundeinstellung widerspiegelte. So wurden beispielsweise strenge Strafen für Glücksspiel oder Ehebruch verhängt. Die Teilnahme an bestimmten Gottesdiensten war Pflicht. Bei Verstößen gegen die Hüttenordnung drohte Einzelnen ein Ausschluss. Für England sind ähnliche Bemühungen schon hundert Jahre früher überliefert. Die 1356 in London verabschiedete Ordnung enthält parallele Bestimmungen.
Die 93 Artikel umfassende, 1459 in Regensburg beschlossene Straßburger Ordnung ist in der Thanner Handschrift des 16. Jh.s am besten überliefert. In ihrer Einleitung heißt es:

„Inn dem nammen des vatters, des suns vnnd des heilligen geists vnnd der wurdigenn muetter Marien vnd auch ir salligen dienner, der heilligen Vier Gekrönten, zue ewiger gedechtnus. ... vnd auch umb nutz vnnd notturfft willen aller meister vnnd gesellen des gantzen gemeinen handtwerckhs des steinwerckhs vnnd steinmetzen in teutschen landen, vnnd besonder zuuersechen zwischen dennselben des handtwercks künfftige zweiträcht ... vnnd schadenn, die dann ettlicher vnordentlicher handlunge halb vnder ettlichen meistern schadlich geliten vnnd schwerlich gewesen seindt wider soliche guette gewonheit vnd alt herkomen ...“

Durch das Hüttengesetz waren die Handwerker nur an den zu errichtenden Bau gebunden und hatten keinerlei Verpflichtungen gegenüber dem Gemeinwesen, woraus ihre gehobene Stellung zu anderen Handwerksbünden resultierte. 
Das gesamte Gebiet, das sich über das heutige Deutschland, Österreich, die Schweiz, Ungarn sowie Teile des slawischen Ostens erstreckte, wurde in der Strassburger Ordnung organisatorisch den vier Haupthütten Straßburg, Köln, Wien und Bern zugeteilt und stellte eine wirtschaftlich wie künstlerisch imponierende Macht dar. Die Einzugsgebiete umfassten: 
- Hütte Straßburg: Kurpfalz, Franken, Hessen, Thüringen, Meißen, Sachsen, Schwaben, Süddeutschland
- Hütte Wien: Österreich, Steiermark, Kärnten, Ungarn
- Hütte Köln: Nordwestdeutschland
- Hütte Bern (ab 1516 Zürich): Schweiz

Mit dem Ende der Gotik war ein Rückgang der Großbaustellen für Kirchen verbunden, davon waren insbesondere die Steinmetzbruderschaften betroffen. Es gab Hütten zwar bis ins 19. Jh., dennoch war die Straßburger Hüttenordnung zugleich Ausdruck der Hochblüte der Steinmetzbruderschaften wie auch für den kommenden Niedergang.